# Zoborožec srílanský
Zoborožec srílanský (Ocyceros gingalensis) je druh zoborožce, který je endemický Šrí Lance.  

## Systematika
Zoborožce srílanského formálně popsal v roce 1812 anglický přírodovědec George Shaw. Druh se řadí do rodu Ocyceros; jedná se o monotypický taxon.

## Výskyt
Jak už druhový název napovídá, zoborožec srílanský se vyskytuje pouze na Šrí Lance, kde obývá různé druhy habitatů od nížinatých pralesů po kopcovité oblasti se sekundárním lesem. Spolu se zoborožcem malabarským (Anthracoceros coronatus) se jedná o jediné dva zástupce zoborožců na Šrí Lance. Zoborožec srílanský je jediný endemitní zoborožec Šrí Lanky.

## Popis

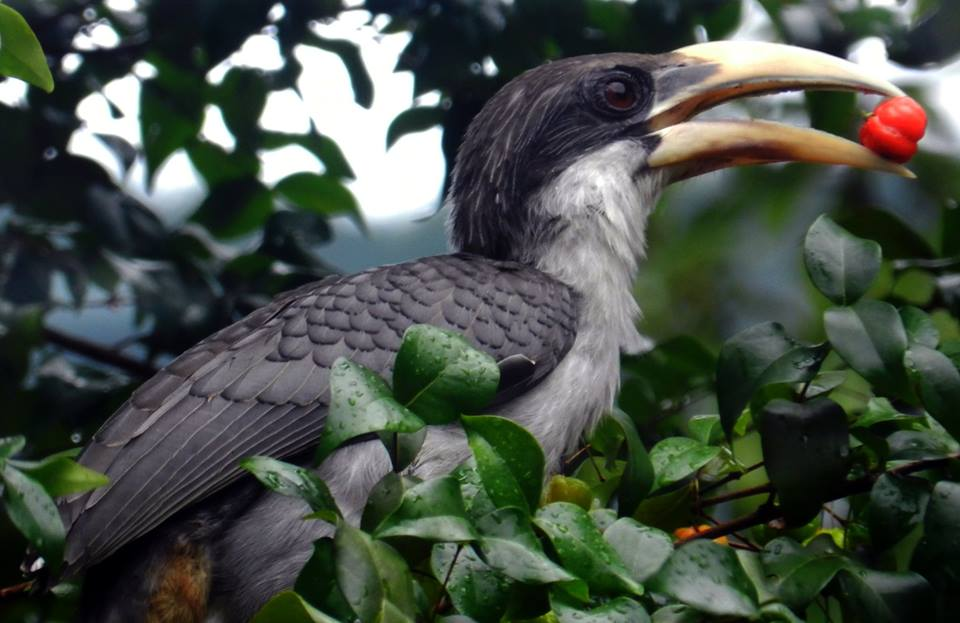
Zoborožec srílanský s potravou v zobáku

Jedná se o menší druh zoborožce dosahující délky těla kolem 45 cm. Výraznou dominantou těla je silný zobák, na němž je posazena nízká přilbice. Jak přilbice, tak zobák jsou krémové; kořen horní čelisti a spodní hřeben spodní čelisti jsou u samce černé černé. Kolem oka prosvítá neopeřená holá tmavě fialová kůže. Duhovky samce jsou červené, nohy šedozelené. Samec má hlavu, krk a svrchní partie tmavě šedé, přičemž brka jsou bílá, což lze docela dobře vidět pouhým okem. Spodina je jinak světlá, spodní krovky ocasní rezavé. Ruční a loketní letky jsou černošedé, přičemž ruční letky jsou na konečcích a u báze bílé. Ocas je černošedý a vyjma prostředního páru ocasních per jsou všechna ocasní pera zakončena bíle. Samice je v opeření stejná jako samec, avšak je velikostně o něco menší a výrazněji menší je i její přiblice. Její zobák je černý s krémovým pruhem u kořene horní čelisti. Samičiny duhovky jsou hnědé.

## Biologie
Živí se převážně ovocem jako jsou fíky, avšak dokáže pozřít řadu jiných nativních i pěstovaných druhů ovoce. Nezřídka pozře i něco živočišného, lze jmenovat štíry, velký hmyz, plazy nebo hlodavce. Mimo hnízdění žije potulným životem, kdy se pohybuje napříč lesem ve snaze nalézt vhodnou potravu.

### Hnízdění
Zahnizďuje v dutinách stromů od března do července, někdy i ještě později. Vedle přirozených dutin může využívat i dutiny vydlabané jinými druhy ptáků jako jsou datli. Samice se zazdí na hnízdě a snese 1–3 vejce, načež je krmena po celou dobu inkubace i výchovy mláďat samcem pomocí regurgitace potravy. Inkubace trvá kolem 28–30 dní. Asi 4 týdny po vyklubání mláďat samice opouští hnízdo a za další 4 týdnu z hnízda vyletí i ptáčata.

## Ohrožení a početnost
Mezinárodní svaz ochrany přírody (IUCN) považuje zoborožce srílanského za málo dotčený druh. Celková početnost druhu nebyla kvantifikována, avšak zoborožec je místně popisován jako běžný a často se vyskytuje i v kultivovaných habitatech jako jsou zahrady, což poukazuje na dobrou adaptaci na kulturní krajinu.